# 麦倉俊三郎
麦倉 俊三郎（むぎくら しゅんざぶろう、1888年（明治21年）11月1日 - 1969年（昭和44年）7月7日）は、日本の陸軍軍人。最終階級は陸軍中将。

## 経歴
栃木県出身。麦倉奉蔵の四男として生れる。宇都宮中学校卒を経て、1912年（明治45年）5月、陸軍士官学校（24期）を卒業。同年12月、陸軍歩兵少尉に任官し歩兵第65連隊付となる。1920年（大正9年）11月、陸軍大学校（32期）を卒業。
1921年（大正10年）5月、参謀本部付勤務となり、参謀本部員、第19師団参謀、陸軍兵器本廠付（軍事調査部）などを経て、1927年（昭和2年）10月、歩兵少佐に昇進。1928年（昭和3年）12月、歩兵第61連隊大隊長となり、歩兵第27連隊付、第1師団参謀、陸軍歩兵学校教官などを歴任し、1936年（昭和11年）3月、歩兵大佐に昇進し独立歩兵第11連隊長に就任した。関東軍司令部付、近衛師団参謀長を経て、1939年（昭和14年）3月、陸軍少将に進級し第32歩兵団長に発令され日中戦争に出征し、山東省西部の警備を担当した。
1940年（昭和15年）8月、独立混成第9旅団長となり、第62独立歩兵団長を経て、1941年（昭和16年）10月、陸軍中将に進み、翌月、第52師団長に親補され金沢に駐屯した。1944年（昭和19年）1月、第52師団はトラック島に派遣され、同年8月、第31軍司令官・小畑英良中将が戦死したことに伴い第31軍司令官代理を兼務。1945年（昭和20年）1月、正式の第31軍司令官となり第52師団長事務取扱を兼務した。
トラック島で終戦を迎え、同年9月2日、司令官として降伏文書に調印した。1946年（昭和21年）2月に復員。
1947年（昭和22年）11月28日、公職追放仮指定を受けた。

## 栄典
- 1913年（大正2年）2月20日 - 正八位[3]
- 1941年（昭和16年）12月1日 - 従四位
- 1943年（昭和18年）12月15日 - 正四位